# Marina Bay (métro de Singapour)
Pour les articles homonymes, voir Marina Bay.
Marina Bay est une station du métro de Singapour, située sur la North South line et la Circle line. Elle dessert la baie éponyme, dans l'hypercentre de Singapour. Elle est désignée par les noms de codes NS27 et CE2.
De 1989 à 2014, elle a constitué le terminus de la North South line. Depuis 2012, elle accueille le terminus des trains de la Circle line effectuant la navette depuis la station Stadium. À l'horizon 2021, elle offrira également une correspondance avec la Thomson-East Coast line.